# 比耶·塞德林
比耶·塞德林（瑞典語：Birger Cederin，1895年4月20日—1942年3月22日），生于埃克舍，瑞典男子击剑运动员。他曾代表瑞典参加1936年夏季奥林匹克运动会击剑比赛，获得男子团体重剑银牌。